# Tepus (Air Gegas)
Tepus is een bestuurslaag in het regentschap Bangka Selatan van de provincie Bangka-Belitung, Indonesië. Tepus telt 2957 inwoners (volkstelling 2010).